# Carlos Rubira Infante
Carlos Aurelio Rubira Infante, né le 16 septembre 1921 à Guayaquil et mort le 14 septembre 2018, est un chanteur et un compositeur de musique équatorien.

## Biographie
Il réalise ses études à l'école de la Société Philanthropique Guayas et sur le campus de la Société des Amoureux du Progrès, et bien qu'il n'ait jamais étudié la musique, ses aptitudes se manifestent dès son plus jeune âge, faisant de lui un grand artiste et compositeur.
À l'âge de 20 ans, Carlos Rubira Infante est connu pour son répertoire et ses interprétations musicales qui se font connaître par le biais de La hora agrícola (L'heure agricole), transmise par la Radio El Telégrafo, qui diffusait des interprètes de musique équatorienne de l'époque. Carlos Rubira Infante y chante ses propres compositions accompagné de sa guitare. 
Il chantera également avec Olimpo Cárdenas, son mentor avec qui il forme le duo Los Porteños, avec qui il fera de nombreux concerts.
Carlos Rubira Infante est l'auteur de multiples chansons dédiées à différentes villes d'Équateur qui deviendront de vrais hymnes nationaux.*

## Récompenses
Tout au long de sa carrière artistique, il obtient plusieurs reconnaissances, parmi comme le « Dr. Vicente Rocafuerte», décerné par le Congrès National, en juillet 2000. En 2008, il reçoit le Prix Eugenio Espejo pour les Arts et la Créativité, décerné par le Gouvernement National. Rubira Infante est reconnu internationalement le 15 avril 2018, lorsqu'il est entré au Latin Composers Hall of Fame de Miami, une organisation créée pour préserver et célébrer la vie et l'œuvre des meilleurs musiciens latins.

## Liste de chansons
Carlos Rubira Infante a écrit plus de 400 chansons. Parmi celles-ci :
- Guayaquileño madera de guerrero
- Guayaquil pórtico de oro
- Ambato tierra de flores
- Esposa
- En las lejanías
- Lindo Milagro
- Lo mejor de mi tierra
- El Cóndor Mensajero
- Playita mía
- Mi primer amor
- Quiero verte madre
- Quedas tranquila
- Para entonces
- Historia de amor
- Al oído
- Cálmate corazón
- Desde que te fuiste
- En las lejanías
- Por qué
- El cartero
- Chica linda
- Venga conozca El Oro
- El bautizo
- Pedazo de bandido (air typique)